# 위험한 데이브
《위험한 데이브》(Dangerous Dave)는 존 로메로가 개발한 1988년 컴퓨터 게임이다. 애플 II와 도스용으로 개발된 이 게임은 업타임 디스크 매거진에서 그의 애플소프트 베이직 추가 기능인 GraBASIC에 대해 그가 글을 올리면서 함께 내놓은 예시 오락이다. 이 게임의 목적은 쇠빛깔 잔들을 모아 다음 탄으로 가는 것이다.
존 로메로는 이 위험한 데이브를 만들 때 슈퍼 마리오에서 그 영감을 얻었다. 비밀 탄, 탄의 설계, 괴물, 뛰어넘기 등을 보면 두 게임 다 비슷하다는 것을 쉽게 눈치챌 수 있다.
임무는 데이브를 10개의 탄을 통해 안내하면서 클라이드(Clyde)라는 적이 숨겨 놓은 트로피를 모으는 것이다.

## 버전
- Dangerous Dave, 1988, 애플 II, 6색, 업타임 (오리지널)
- Double Dangerous Dave, 1990, 애플 II, 16색, 소프트디스크 (1988년 오리지널의 16컬러판)
- Dangerous Dave in Copyright Infringement, 1990, DOS, EGA, 미출판
- Dangerous Dave, 1990, DOS (CGA, EGA, VGA), 소프트디스크 (1988년 오리지널의 도스 버전)
- Dangerous Dave in the Deserted Pirate's Hideout, 1990, 애플 II, 16색, 소프트디스크
- Dangerous Dave GS, 1990, 애플 IIGS, 미완성 (1988년 오리지널의 IIGS 버전)
- Dangerous Dave in the Haunted Mansion, 1991, DOS, EGA, 소프트디스크
- Dangerous Dave Returns, 1992, 애플 II, 16색, 소프트디스크
- Dangerous Dave's Risky Rescue, 1993, DOS, EGA, 소프트디스크
- Dave Goes Nutz!, 1993, DOS, EGA, 소프트디스크
- Dangerous Dave Goes Nutz!, 1995, 애플 II, 16색, 소프트디스크